# Carlos Angulo Parra
Carlos Fernando Angulo Parra (Ciudad Juárez, Chihuahua, 11 de septiembre de 1950). Es un político y abogado mexicano, miembro del Partido Acción Nacional, fue diputado federal para el periodo de 2012 a 2015.

## Trayectoria académica y privada
Carlos Angulo es Licenciado en Derecho egresado de la Universidad Iberoamericana y tiene una maestría en Derecho Fiscal por la Universidad Autónoma de Ciudad Juárez, además de estudios truncos de doctorado en la misma materia, durante gran parte de su trayectoria profesional ejerció como abogado empresarial para la firma legal Baker & McKenzie.

## Trayectoria política
En 1983 ingresó en la actividad política al encabezar la defensa legal de la victoria electoral obtenida ese año por Francisco Barrio Terrazas como presidente municipal de Ciudad Juárez, para posteriormente afiliarse al PAN ese mismo año y comenzar a combinar la actividad política con la empresarial. En 1991 fue candidato a diputado federal por el Distrito 3 de Chihuahua para las elecciones de ese año, perdiendo ante el candidato del Partido Revolucionario Institucional, Carlos Morales Villalobos y para 1992 es electo regidor del Ayuntamiento en la planilla encabezada por Francisco Villarreal Torres para el periodo que concluyó en 1995 y de 1999 a 2002 ocupó el cargo de apoderado general del Comité Ejecutivo Nacional del PAN y miembro del equipo jurídico del mismo de 2009 a 2010.
En 2010 asumió el cargo de Jefe de la Unidad de Enlace Legislativo de la Secretaría de Gobernación por nombramiento de su titular Francisco Blake Mora, permaneciendo en el mismo hasta 2011.

### Diputado federal
En 2012 fue postulado candidato del PAN a diputado federal por el III Distrito Electoral Federal de Chihuahua, resultando electo a la LXII Legislatura que concluiría sus funciones en 2015.  El 6 de julio obtuvo su constancia de mayoría como diputado federal electo.
En la Cámara de Diputados se desempeñó como secretario de las comisiones de Derechos Humanos, de Puntos Constitucionales y especial de la Industria Manufacturera y Maquiladora de Exportación, e integrante de la comisión de Economía.

### Gobierno de Chihuahua
El 10 de diciembre de 2015, Angulo Parra, en entrevista con el diario El Mexicano, anunció que contendería por la candidatura del Partido Acción Nacional a la gubernatura del estado. Finalmente en febrero de 2016 se resolvió que el candidato sería Javier Corral Jurado y al triunfo de Corral en las elecciones de ese año, este invitó a Angulo a formar parte de su gabinete ampliado, siendo coordinador de gobierno abierto del estado de Chihuahua.
El 8 de mayo de 2017 renunció al puesto al anunciar que buscaría la candidatura a alcalde de Ciudad Juárez en las elecciones de 2018. En febrero de 2018, tras ser designado candidato a alcalde de Ciudad Juárez, Ramón Galindo Noriega, Angulo Parra anunció que buscaría ser candidato a diputado federal. Finalmente, el 20 de febrero fue designado candidato a diputado federal de la coalición Por México al Frente de los partidos Partido Acción Nacional, de la Revolución Democrática y Movimiento Ciudadano para el Distrito 1 perdiendo frente a la candidata de la coalición Juntos Haremos Historia, Esther Mejía Cruz.